# Dendrortyx
Dendrortyx – rodzaj ptaków z podrodziny przepiórów (Odontophorinae) w rodzinie przepiórowatych (Odontophoridae).

## Zasięg występowania
Rodzaj obejmuje gatunki występujące w Meksyku i Ameryce Centralnej.

## Morfologia
Długość ciała 22–37 cm; masa ciała 340–465 g (samce cięższe od samic).

## Systematyka

### Etymologia
Dendrortyx: gr. δενδρον dendron „drzewo”; ορτυξ ortux, ορτυγος ortugos „przepiórka”.

### Podział systematyczny
Do rodzaju należą trzy gatunki:
- Dendrortyx leucophrys (Gould, 1844) – przepiór białoczelny
- Dendrortyx macroura (Jardine & Selby, 1828) – przepiór czarnogardły
- Dendrortyx barbatus Gould, 1846 – przepiór śniadoszyi